# Abraham Lévy, curato di campagna
Abraham Lévy, curato di campagna (Abraham Lévy, curé de campagne) è un romanzo dell'autore francese di origine ebraica Joseph Joffo, pubblicato nel 1988.

## Trama
Jean-Pierre Lévy, nato Abraham Lévy, è un prete cattolico di origine ebraica, convertitosi durante la sua adolescenza alla fine della Seconda guerra mondiale, nella quale i suoi genitori avevano perso la vita in un campo di sterminio. Dopo essere stato cappellano militare nella guerra d'Indocina e aver riportato una ferita a una gamba, ha ottenuto un impiego poco soddisfacente all'arcivescovado di Marsiglia. Quando gli si prospetta di assumere la cura d'anime a Combejalade, un piccolo paese dell'Alta Provenza, pur tra mille dubbi accetta la proposta.
I primi parrocchiani che incontra sono Tonin, lo scemo del paese, Sosthène Maroujal, farmacista e sindaco che aveva caldeggiato particolarmente la nomina di un nuovo curato, e la sua perpetua Éponine. Successivamente conosce anche altri abitanti di Combejalade, tra i quali Madeleine (detta Mado), una sensuale bionda molto disinvolta, e il fornaio algerino Saïd, vedovo e padre di un bambino di nome Mansour. C'è anche chi rifiuta il nuovo parroco a causa delle sue origini ebraiche, ma questi riesce a farsi accettare grazie alle qualità umane e forza d'animo. Mado gli rivela in confessione che Saïd l'ama e vorrebbe sposarla, e che l'uomo non le è indifferente, ma teme la differenza di religione ed esclude categoricamente di farsi musulmana; cerca così il suo appoggio per convincere Saïd a convertirsi al cristianesimo, in modo da poter convolare a giuste nozze. Don Lévy decide di collaborare all'opera di persuasione, tanto più che il matrimonio potrebbe aiutare il fornaio a prendere la cittadinanza francese. Così, padre e figlio finiscono col ricevere il battesimo in un'unica cerimonia.
Venuto a conoscenza di un concorso di Radio Monte-Carlo per promuovere il turismo in Provenza, il parroco suggerisce a Maroujal di partecipare con un breve filmato, che viene realizzato durante una festa paesana con la partecipazione dei ragazzi del catechismo. Il film di Combejalade vince il primo premio, che consiste in un viaggio in comitiva verso una destinazione a scelta; Jean-Pierre accompagna così i ragazzi in Israele, nel tempo di Natale, Sua sorella Yaëlle si offre di ospitarli nel kibbutz dove vive. Per diversi giorni il prete e i ragazzi visitano i luoghi che hanno visto le orme di Gesù e fanno la conoscenza del modo di vivere pionieristico del kibbutz. Per la messa della notte di Natale, il gruppo si reca alla chiesa di Santa Caterina a Betlemme. Mansour, che in un negozio di souvenir ha visto una tartarughina di madreperla ma non ha potuto comprarla perché non aveva soldi a sufficienza, torna alla bottega con l'intenzione di rubarla, ma viene colto sul fatto dal padrone, che lo trattiene. Questi appartiene ad un gruppuscolo palestinese di resistenza che, usando il ragazzino come ostaggio, chiede il rilascio di due terroristi detenuti nelle carceri francesi. Jean-Pierre, assieme al rabbino del kibbutz, chiede l'aiuto di un imam che potrebbe conoscere delle trame segrete, sottolineando l'origine araba di Mansour ma tacendo la sua conversione al cristianesimo che potrebbe metterlo in pericolo di vita. In questo modo i rapitori, resisi conto della non spendibilità di Mansour come ostaggio, lo liberano e la comitiva può rientrare in Francia.

## Edizioni
- (FR) Joseph Joffo, Abraham Lévy, curé de campagne, Paris, Éditions Michel Lafon, 1988, ISBN 2-86804-464-6.
- Joseph Joffo, Abraham Lévy, curato di campagna, collana La Scala, traduzione di Adriana Dell'Orto, Milano, Rizzoli, 1989, ISBN 88-17-67459-1.
- (FR) Joseph Joffo, Abraham Lévy, curé de campagne, collana Le livre de poche, Paris, Librairie Génerale Française, 1993, ISBN 2-253-06239-1.